# Teenage Dream: The Complete Confection
Teenage Dream: The Complete Confection este o reproducere a celui de-al doilea album de studio Teenage Dream.
Contine varianta acustica a  "The One That Got Away" si 3 remix-uri aditionale.

## Cantece
| No.           | Title                                                    | Writer(s)                                                                                              | Producer(s)                        | Length  |
| ------------- | -------------------------------------------------------- | --- | ---------------------------------- | ------- |
| 1.            | "Teenage Dream"                                          | - Katy Perry - Lukasz Gottwald - Max Martin - Benjamin Levin - Bonnie McKee                            | - Dr. Luke - Benny Blanco - Martin | 3:47    |
| 2.            | "Last Friday Night (T.G.I.F.)"                           | - Perry - Gottwald - Martin - McKee                                                                    | - Dr. Luke - Martin                | 3:50    |
| 3.            | "California Gurls" (featuring Snoop Dogg)                | - Perry - Calvin Broadus - Gottwald - Martin - Levin - McKee                                           | - Dr. Luke - Blanco - Martin       | 3:56    |
| 4.            | "Firework"                                               | - Perry - Mikkel S. Eriksen - Tor Erik Hermansen - Sandy Wilhelm - Ester Dean                          | - StarGate - Sandy Vee             | 3:47    |
| 5.            | "Peacock"                                                | - Perry - Eriksen - Hermansen - Dean                                                                   | StarGate                           | 3:51    |
| 6.            | "Circle the Drain"                                       | - Perry - Christopher Stewart - Monte Neuble                                                           | - Stewart - Kuk Harrell            | 4:32    |
| 7.            | "The One That Got Away"                                  | - Perry - Gottwald - Martin                                                                            | - Dr. Luke - Martin                | 3:47    |
| 8.            | "E.T."                                                   | - Perry - Gottwald - Martin - Joshua Coleman                                                           | - Dr. Luke - Ammo - Martin         | 3:26    |
| 9.            | "Who Am I Living For?"                                   | - Perry - Stewart - Neuble - Brian Thomas                                                              | - Stewart - Harrell                | 4:08    |
| 10.           | "Pearl"                                                  | - Perry - Greg Wells - Stewart                                                                         | - Wells                            | 4:07    |
| 11.           | "Hummingbird Heartbeat"                                  | - Perry - Stewart - Stacy Barthe - Neuble                                                              | - Stewart - Harrell                | 3:32    |
| 12.           | "Not Like the Movies"                                    | - Perry - Wells                                                                                        | Wells                              | 4:01    |
| 13.           | "The One That Got Away" (Acoustic)                       | - Perry - Gottwald - Martin                                                                            | Jon Brion                          | 4:19    |
| 14.           | "Part of Me"                                             | - Perry - Gottwald - Martin - McKee                                                                    | - Dr. Luke - Martin - Cirkut       | 3:36    |
| 15.           | "Wide Awake"                                             | - Perry - Gottwald - Martin - McKee - Henry Walter                                                     | - Dr. Luke - Cirkut                | 3:41    |
| 16.           | "Dressin' Up"                                            | - Perry - Stewart - Neuble - Matt Thiessen                                                             | - Stewart - Harrell                | 3:43    |
| 17.           | "E.T." (featuring Kanye West)                            | - Perry - Gottwald - Martin - Coleman                                                                  | - Dr. Luke - Ammo - Martin         | 3:51    |
| 18.           | "Last Friday Night (T.G.I.F.)" (featuring Missy Elliott) | - Perry - Gottwald - Martin - McKee                                                                    | - Dr. Luke - Cirkut                | 3:59    |
| 19.           | "Tommie Sunshine's Megasix Smash-Up"                     | - Perry - Broadus - Gottwald - Martin - Levin - McKee - Eriksen - Hermansen - Wilhelm - Dean - Coleman | Tommie Sunshine                    | 7:03    |
| Total length: | Total length:                                            | Total length:                                                                                          | Total length:                      | 1:17:01 |

## Top-uri
| Top (2012)                               | Pozitie |
| ---------------------------------------- | ------- |
| Australian Albums (ARIA)                 | 5       |
| Belgian Albums (Ultratop Flanders)       | 14      |
| Belgian Albums (Ultratop Wallonia)       | 29      |
| Dutch Albums (MegaCharts)                | 44      |
| Finnish Albums (Suomen virallinen lista) | 18      |
| French Albums (SNEP)                     | 14      |
| New Zealand Albums (RMNZ)                | 2       |
| Swedish Albums (Sverigetopplistan)       | 47      |
| UK Albums (OCC)                          | 6       |
| US Billboard 200                         | 7       |

| Chart (2012)             | Pozitie |
| ------------------------ | ------- |
| Australian Albums Chart  | 27      |
| New Zealand Albums Chart | 22      |
| Chart (2013)             | Poziti  |
| Australian Albums Chart  | 89      |
| Chart (2014)             | Pozitie |
| Australian Albums Chart  | 95      |

## Publicare
| Date           | Format         | Label                   | Ref.            |  |
| -------------- | -------------- | ----------------------- | --------------- |  |
| Germany        | 23 martie 2012 | - CD - digital download | Capitol Records |  |
| Canada         | 26 martie 2012 | - CD - digital download | Capitol Records |  |
| France         | 26 martie 2012 | - CD - digital download | Capitol Records |  |
| United Kingdom | 26 martie 2012 | - CD - digital download | Capitol Records |  |
| United States  | 26 martie 2012 | - CD - digital download | Capitol Records |  |
| Hong Kong      | 27 martie 2012 | - CD - digital download | EMI Records     |  |
| Taiwan         | 30 martie 2012 | - CD - digital download | Gold Typhoon    |  |
| Colombia       | 2 aprilie 2012 | - CD - digital download | EMI Records     |  |